# Mysteriet på Greveholm 2: Resan till Planutus
Mysteriet på Greveholm 2: Resan till Planutus är ett svenskt datorspel från 1999 som bygger på SVT:s julkalender från 1996 med samma namn. Spelet utvecklades av Peter Nyrell efter ett manus av Dan Zethraeus och programmerades av Henrik Nord och Oscar Wemmert.
Spelet utvecklades av Vioma Digital Media AB och distribuerades i Sverige av Young Genius. Spelet är en uppföljare på Mysteriet på Greveholm och följdes av Mysteriet på Greveholm 3: Den gamla legenden.

## Handling och upplägg
Handlingen fortsätter där det förra spelet slutade. Det bär av till prinsessans hemplanet. Man behöver bygga en rymdraket men måste först hitta alla delar. Efter att ha byggt raketen åker spelaren genom asteroidbälten till planeten Planutus som karaktäriseras av öken- och bergslandskap. Väl där måste man bygga ett specialfordon för att ta kunna sig fram. Spelaren har sedan sju dagar på sig innan vattnet tar slut att besegra Maneternas kung.
Till skillnad från det första spelet styr man här Ivar, Lillan och roboten Sprak ovanifrån istället för i förstapersonsperspektiv.

## Produktion
Ambitionen inför det här spelet var högre än det första Mysteriet på Greveholm vilket la press på produktionen. Detta ledde till att buggar lämnades kvar i spelet för att slutföra det i tid. Spelet blev dock något försenat och släpptes slutligen 1999. Utvecklaren Vioma försattes senare i konkurs.
Spelet skulle även haft en inbyggd chat och vänfunktion där spelaren kunde lägga till andra spelare att prata och byta objekt med, men denna funktion togs bort strax före release av ekonomiska skäl och eftersom det rådde oklarhet i om utgivaren Young Genius eller SVT skulle moderera chattarna.

## Mottagande
Spelet fick ett blandat mottagande från kritiker.
Helsingborgs Dagblad uttalade sig positivt om spelet och skrev "Ljudet är av toppklass och ger, liksom i föregångaren, en lagom kusligt spännade touch åt gåtorna. Planutus är klart beroendeframkallande och lika vass som Greveholm." Expressens recensent Lasse Råde gav spelet 4 av 5 i betyg och skrev att han i synnerhet gillade grafiken, den fantasifulla handlingen och de roliga problemlösningarna i varierande spelvärldar. Han tyckte dock det fanns lite dåligt med ledtrådar i spelet. Svenska Dagbladets recensent Ingrid Synnemar Schoerner skrev "Resan till Planutus är ett väldigt kul spel med bra ljud och bild. En yngre tonåring eller vuxen kan ha roligt länge, [...] Lika trist är det att leta både på nätet och i användarhandboken efter instruktioner, utan att hitta dem..."
Borås Tidnings recensent Björn Ros gav spelet 1 av 5 i betyg och tyckte spelet var tråkigt och obegripligt med dålig grafik och saknade dessutom en instruktionsmanual. Göteborgs-Postens recensent Carina Tolge Bergkvist gav spelet 1 av 5 i betyg och tyckte spelet var trist och meden dålig spelmotor och saknade en begriplig handling.